# Gdańsk Kolonia
Gdańsk Kolonia – nieczynny przystanek trójmiejskiej SKM położony w Gdańsku, leżący na terenie osiedla Kolonia, wzdłuż granicy dzielnic Letnica i Wrzeszcz Dolny. Przez przystanek przebiega linia kolejowa nr 249.

## Historia
Został otwarty w 1906 roku i do 1945 roku nosił pierwotnie nazwę Schellmuhl, później Danzig-Reichskolonie (w skrócie Reichskolonie). Ruch pasażerski odbywał się wówczas z wykorzystaniem obu krawędzi peronu. Na tutejszej linii w XX w. kursowały wagony akumulatorowe Wittfelda – tak podczas administracji kolei pruskich jak i polskich (1918-1939) oraz w czasie II wojny światowej.
Od 1951 roku służył jako przystanek SKM. We wrześniu 1993 roku zlikwidowano kasę, a eksploatacja przystanku została zawieszona 25 czerwca 2005 wraz z zamknięciem linii kolejowej 249 dla regularnego ruchu pasażerskiego.
Przystanek dysponuje jednym zadaszonym peronem (odjazdy pociągów SKM odbywały się z prawego toru w kierunku Nowego Portu). Dostęp do przystanku od strony Dolnego Wrzeszcza i ul. Narwickiej umożliwia przejście podziemne pod linią kolejową do Nowego Portu i Dworca Wiślanego.
Przystanek obsługiwał część Dolnego Wrzeszcza położoną w ciągu ulicy Jana Kochanowskiego, osiedle przy wschodnim krańcu ulicy Tadeusza Kościuszki jak również tereny przemysłowe położone na wschód od linii SKM przy ulicy Narwickiej.
Ze względu na zbudowanie stadionu PGE Arena Gdańsk oraz AmberExpo (nowej siedziby MTG) na linii nr 249 przywrócono okresowy ruch pociągów SKM, bez wykorzystania znajdujących się na linii przystanków - z wyjątkiem nowo powstałego przystanku Gdańsk Stadion Expo, tylko w dniach imprez na co najmniej jednym z tych obiektów.
Przystanek wpisany jest do gminnej ewidencji zabytków. W 2020, pomimo niewykorzystania przystanku w ruchu pasażerskim, przeprowadzono jego renowację zgodnie z wytycznymi miejskiego konserwatora zabytków. Literalna interpretacja wytycznych spowodowała metrową różnicę między początkiem schodów na perony a poziomem przejścia przez tunel.